# Jaroslavice (Zlín)

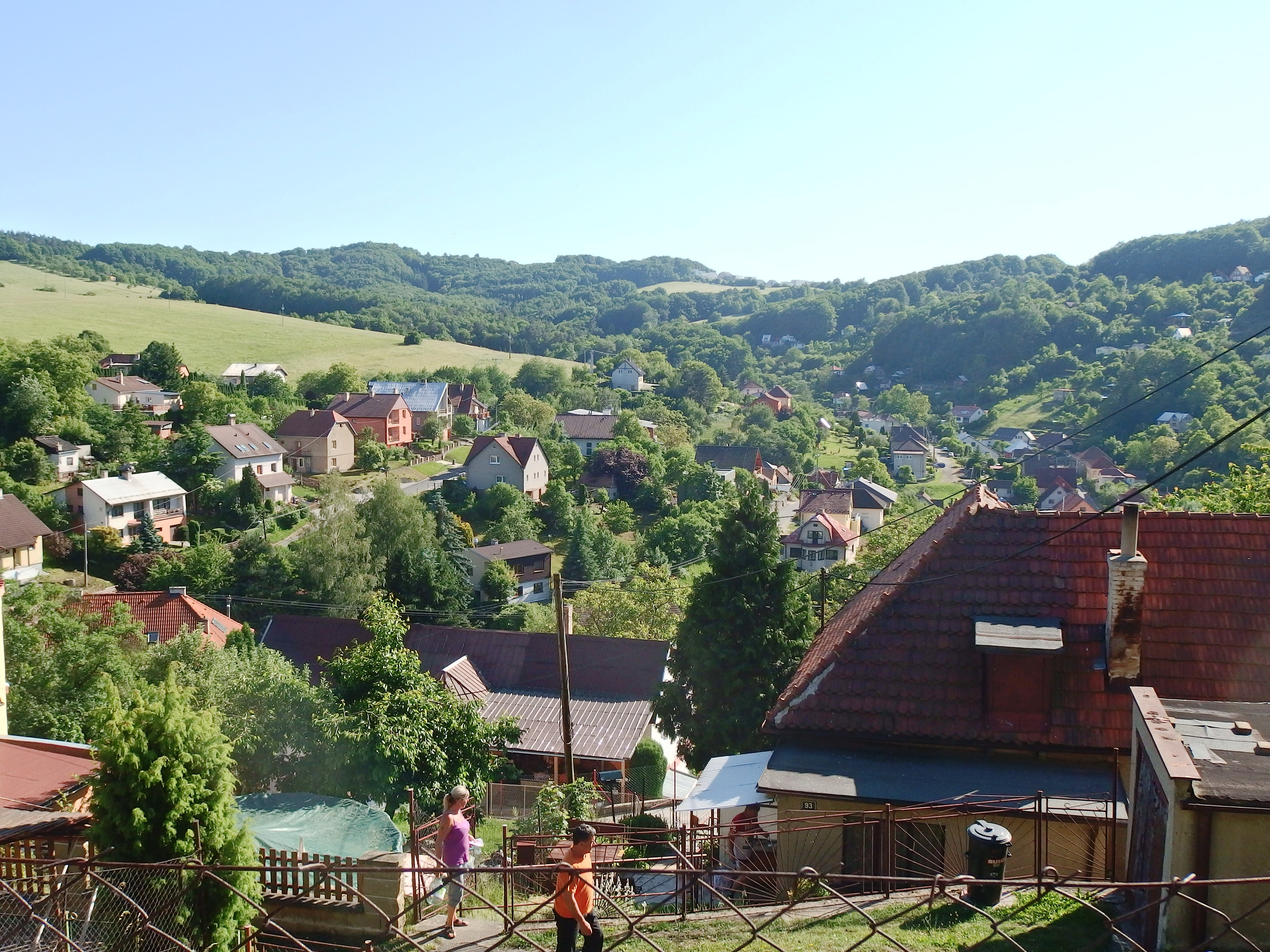
Jaroslavice (2016)

Jaroslavice (deutsch Jaroslawitz) ist ein Stadtteil von Zlín in Tschechien. Er liegt vier Kilometer südöstlich des Stadtzentrums von Zlín und gehört zum Okres Zlín.

## Geographie
Jaroslavice erstreckt sich im Wisowitzer Bergland von den Tälern der Bäche Jaroslavický potok und Milenov über einen dazwischen liegenden Höhenzug. Nördlich erhebt sich der Jaroslavický kopec (392 m), im Nordosten die Lysá (387 m), südwestlich der Záhumenní (462 m), im Westen der Barabaš (410 m) und nordwestlich der Díly (437 m).
Nachbarorte sind Pančava und Příluky im Norden, Výpusta, Lužkovice und Želechovice nad Dřevnicí im Nordosten, Obůrky, Vavrušky und Jaroslavické Paseky im Südosten, Paseky und Březůvky im Süden, Strže und Kudlov im Südwesten sowie Zlín im Nordwesten.

## Geschichte
Jaroslavice entstand wahrscheinlich wie Kudlov zwischen 1550 und 1570 als Ansiedlung von Pasekaren. Die erste schriftliche Erwähnung des zur Herrschaft Zlín gehörigen Dorfes Jaroslawicze erfolgte im Jahre 1588 in zwei Urkunden der Grundherrin Bohunka von Zierotin, in denen diese die Dienstbarkeiten der Untertanen regelte. Bei der im Vlastivěd moravský publizierten Ersterwähnung von 1358 handelt es sich um einen Irrtum von Vácslav Peřinka, der nicht erkannte, dass sich diese auf das heute erloschene Dorf Jaroslavice bei Prusinovice bezog. Im Jahre 1720 wurde der Ort als Jaroslawitz bezeichnet. Das älteste Ortssiegel stammt von 1777 und trägt die Umschrift POCTIWA OBEC GAROSL. Bis zur Mitte des 19. Jahrhunderts blieb Jaroslavice immer nach Zlín untertänig.
Nach der Aufhebung der Patrimonialherrschaften bildete Garoslawice / Jaroslawitz ab 1850 eine Gemeinde in der Bezirkshauptmannschaft Holešov. Die Bewohner lebten von der Landwirtschaft, die wegen des steinigen Bodens wenig ertragreich war. Der heutige Ortsname Jaroslavice wird seit 1872 verwendet.
1935 wurde die Gemeinde dem neuerrichteten Bezirk Zlín zugeordnet. Im Jahre 1964 wurde Jaroslavice in die Stadt Gottwaldov, die seit 1990 wieder den Namen Zlín trägt, eingemeindet. Im Jahre 1991 hatte Jaroslavice 664 Einwohner. Beim Zensus von 2001 lebten in den 272 Häusern des Dorfes 714 Personen. Die ehemalige Schule dient heute als Magazin des Südmährischen Museums Zlín.

## Ortsgliederung
Zu Jaroslavice gehört die Ansiedlung Jaroslavické Paseky.

## Sehenswürdigkeiten
- Kapelle der hl. Anna, sie befindet sich am höchsten Punkt des Dorfes über den beiden Tälern